# Mariana Victoria av Portugal

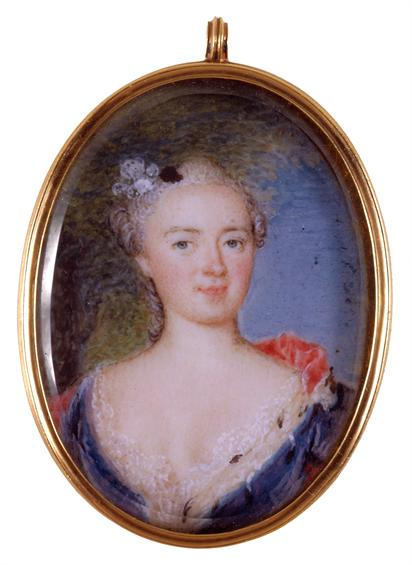
Mariana Vitória de Bragança

Mariana Victoria av Portugal (Mariana Vitória de Bragança), född 1768, död 1788, var en spansk prinsessa. Hon var portugisisk infantinna, dotter till Maria I av Portugal och Peter III av Portugal och blev spansk infantinna genom giftermålet 1785 med infanten Gabriel av Spanien. 
Hennes äktenskap bestämdes år 1777, då hennes spanska mormor Mariana Victoria av Spanien slöt ett avtal om en äktenskapsallians mellan Spanien och Portugal. Hon gifte sig med sin mors kusin. Paret bodde i don Gabriels annex till slottet El Escorial och fick tre barn. Strax efter födseln av parets sista barn, fick hon smittkoppor och dog. Gabriel smittades och avled själv kort därpå. 
Barn:
- Pedro Carlos Antonio Rafael, infant av Spanien och Portugal, (1786-1812), gift med infantinnan Maria Teresa av Portugal (1793-1874)
- Maria Carlota Josefa Joaquina, infantinna av Spanien och Portugal (f. och d. 1787)
- Carlos José Antonio, infant av Spanien och Portugal (f. och d. 1788)